# Тоффель, Роже
Роже Алексис Тоффель (нем. Roger Alexis Toffel; 8 октября 1909, Лозанна — 1 июля 1969, Дейд, Флорида) — швейцарский хоккеист на траве, нападающий. Участник летних Олимпийских игр 1936 года.

## Биография
Роже Тоффель родился 8 октября 1909 года в швейцарском городе Лозанна.
Играл в хоккей на траве за «Стад-Лозанн».
В 1936 году вошёл в состав сборной Швейцарии по хоккею на траве на летних Олимпийских играх в Берлине, поделившей 7-9-е места. Играл на позиции нападающего, провёл 3 матча, мячей не забивал.
Умер 1 июля 1969 года в американском округе Дейд (сейчас Майами-Дейд) в штате Флорида.